# Shirley Cruz
Shirley Iveth Cruz Traña, född 28 augusti 1985 i San José, Costa Rica, är en costaricansk fotbollsspelare som spelar som mittfältare för Paris Saint-Germain. Hon spelar även för det costaricanska landslaget.

## Klubbkarriär
År 2012 skrev Cruz på för PSG. Innan dess hade hon sedan januari 2006 spelat för Lyon.

## Landslagskarriär
Cruz första stora turnering med landslaget var CONCACAF Women's Gold Cup 2002. Costa Rica förlorade matchen om tredje plats mot Mexiko med 4–1 och Cruz gjorde Costa Ricas enda mål i den matchen. Förlusten innebar att Costa Rica missade chansen att spela kvalmatcher som gällde en plats i VM 2003 i USA.
I VM 2015 kunde Cruz och det costaricanska landslaget slutligen debutera i VM-sammanhang.